# 2005年美國電影學會獎
2005年美國電影學會獎（英語：American Film Institute Awards 2005）為表彰2005年年度最佳前10大電影與電視劇。

## 10大電影
- 《處男40》
- 《斷背山》
- 《柯波帝：冷血告白》
- 《衝擊效應》
- 《晚安，好運。》
- 《暴力效應》
- 《金剛》
- 《慕尼黑》
- 《親情難捨（英语：The Squid and the Whale）》
- 《諜對諜》

## 10大影集
- 《24》
- 《太空堡壘卡拉狄加》
- 《死木》
- 《實習醫生》
- 《豪斯醫生》
- 《LOST檔案》
- 《火線救援》
- 《危機四伏（英语：Sleeper Cell (TV series)）》
- 《泣血四月》
- 《美眉校探》

## 外部連結
- 官方网站（英文）